# Daydream (머라이어 캐리의 음반)
《Daydream》은 미국의 싱어송라이터 머라이어 캐리의 다섯 번째 정규 앨범으로, 1995년 9월 26일 컬럼비아 레코드를 통해 발매되었다. 국제적으로 큰 성공을 거둔 이전 앨범 《Music Box》(1993)와 크리스마스 앨범 《Merry Christmas》(1994)의 뒤를 잇는 작품으로, 이전 앨범들과 달리 점차 도심지 음악(어반 뮤직) 쪽으로 기운 점이 특징이다. 이 프로젝트 전반에 걸쳐 캐리는 이전 대부분의 앨범을 함께 작곡·프로듀싱했던 월터 아파나시에프와 협업했다. 《Daydream》에서는 음악적 방향성과 앨범 구성에 대해 더욱 큰 주도권을 쥐었으며, 이 앨범을 자신의 음악적·보컬적 전환점의 시작으로 여겼다. 이러한 변화는 이후 여섯 번째 정규 앨범 《Butterfly》(1997)에서 더욱 뚜렷하게 나타난다. 앨범 작업 도중에는 당시 남편이자 레이블 대표였던 토미 모톨라와 창작적 견해 차이로 어려움을 겪기도 했다. 이 앨범에서 캐리는 저메인 듀프리, 케네스 "베이비페이스" 에드먼즈, 알앤비 그룹 보이즈 투 멘과 협업했다. 아파나시에프의 도움과 몇몇 현대적인 프로듀서들의 참여로, 캐리는 이전까지 주로 팝, 어덜트 컨템포러리, 전통적인 알앤비 음악에 집중했던 것에서 벗어나, 점차 컨템포러리 알앤비 시장으로 부드럽게 진입할 수 있었다.
《Daydream》은 비평가들의 극찬을 받았으며, 앨범의 프로덕션과 음향적 완성도, 머라이어 캐리의 음악적 발전을 높이 평가받았다. 당시까지 캐리의 앨범 중 가장 호평을 받은 작품으로, 제38회 그래미 어워드에서 올해의 앨범을 포함해 총 여섯 부문에 후보로 올랐다. 이후 《Daydream》은 록앤롤 명예의 전당의 ‘200대 결정적 앨범’ 목록에도 포함되었다.<3> 전 세계적으로 큰 성공을 거두어 9개국에서 차트 1위를 기록했으며, 주요 음악 시장 대부분에서 상위 5위권에 진입했다. 미국 음반 산업 협회로부터 다이아몬드 인증을 받은 두 번째 앨범이기도 하다. 전 세계적으로 2,000만 장 이상 판매되었으며,<4> 역대 베스트셀러 앨범 중 하나로 손꼽힌다.
총 다섯 개의 싱글이 발매되었다. 리드 싱글 〈Fantasy〉는 여성 아티스트 최초로 미국 《빌보드》 핫 100 차트에 데뷔하자마자 1위를 기록했고 8주간 1위 자리를 지켰으며, 1995년 미국 내 두 번째로 많이 팔린 싱글이 되었다. 두 번째 싱글 〈One Sweet Day〉는 《빌보드》 핫 100 차트에서 16주 연속 1위를 기록하며 빌보드 역사상 최장 기간 1위 싱글로 23년간 기록을 보유했다. 이후 발매된 〈Always Be My Baby〉 역시 1위에 올랐다. 《Daydream》의 싱글들은 합산해 핫 100 차트 정상에서 총 6개월간 머물렀다. 앨범 홍보를 위해 캐리는 짧지만 성공적인 투어인 Daydream World Tour를 진행했으며, 일본과 유럽을 방문했다.

## 곡 목록
| #            | 제목                                           | 작사                                                                      | 작곡                                  | 편곡                                  | 재생 시간 |
| ------------ | ---------------------------------------------- | ------------------------------------------------------------------------- | ------------------------------------- | ------------------------------------- | --------- |
| 1.           | 〈Fantasy〉                                    | 머라이어 캐리 에이드리언 블루 크리스 프란츠 스티븐 스탠리 티나 웨이마우스 | 머라이어 캐리 데이브 홀               | 머라이어 캐리 데이브 홀               | 4:04      |
| 2.           | 〈Underneath the Stars〉                       | 머라이어 캐리                                                             | 머라이어 캐리 월터 아파나시에프       | 머라이어 캐리 월터 아파나시에프       | 3:33      |
| 3.           | 〈One Sweet Day〉 (ft. 보이즈 투 멘)           | 머라이어 캐리 마이클 맥캐리 네이든 모리스 완야 모리스 숀 스탁맨           | 머라이어 캐리 월터 아파나시에프       | 머라이어 캐리 월터 아파나시에프       | 4:42      |
| 4.           | 〈Open Arms〉                                  | 스티브 페리 조나단 케인                                                   | 스티브 페리 조나단 케인               | 머라이어 캐리 월터 아파나시에프       | 3:30      |
| 5.           | 〈Always Be My Baby〉                          | 머라이어 캐리                                                             | 머라이어 캐리 저메인 듀프리 매뉴엘 씰 | 머라이어 캐리 저메인 듀프리 매뉴엘 씰 | 4:18      |
| 6.           | 〈I Am Free〉                                  | 머라이어 캐리                                                             | 머라이어 캐리 월터 아파나시에프       | 머라이어 캐리 월터 아파나시에프       | 3:09      |
| 7.           | 〈When I Saw You〉                             | 머라이어 캐리                                                             | 머라이어 캐리 월터 아파나시에프       | 머라이어 캐리 월터 아파나시에프       | 4:24      |
| 8.           | 〈Long Ago〉                                   | 머라이어 캐리                                                             | 머라이어 캐리 저메인 듀프리 매뉴엘 씰 | 머라이어 캐리 저메인 듀프리 매뉴엘 씰 | 4:33      |
| 9.           | 〈Melt Away〉                                  | 머라이어 캐리 베이비페이스                                                | 머라이어 캐리 베이비페이스            | 머라이어 캐리                         | 3:42      |
| 10.          | 〈Forever〉                                    | 머라이어 캐리                                                             | 머라이어 캐리 월터 아파나시에프       | 머라이어 캐리 월터 아파나시에프       | 4:00      |
| 11.          | 〈Daydream Interlude〉 (Fantasy Sweet Dub Mix) | 머라이어 캐리 에이드리언 블루 크리스 프란츠 스티븐 스탠리 티나 웨이마우스 | 머라이어 캐리 데이브 홀               | 머라이어 캐리 데이빗 모랄레스         | 3:04      |
| 12.          | 〈Looking In〉                                 | 머라이어 캐리                                                             | 머라이어 캐리 월터 아파나시에프       | 머라이어 캐리 월터 아파나시에프       | 3:35      |
| 총 재생 시간 | 총 재생 시간                                   | 총 재생 시간                                                              | 총 재생 시간                          | 총 재생 시간                          | 46:42     |

## 차트

### 주간 차트
| 차트                    | 최고순위 |
| ----------------------- | -------- |
| 미국 (빌보드 200)       | 1        |
| 일본 (오리콘 앨범 차트) | 1        |

### 연간 차트
| 차트              | 최고순위 |
| ----------------- | -------- |
| 미국 (빌보드 200) | 2        |

### 1990년대 차트
| 차트              | 최고순위 |
| ----------------- | -------- |
| 미국 (빌보드 200) | 18       |

## 같이 보기
- 가장 많이 팔린 음반 목록
- 미국에서 가장 많이 팔린 음반 목록
- 일본에서 가장 많이 팔린 음반 목록